# St. Hubertus (Grötzenberg)

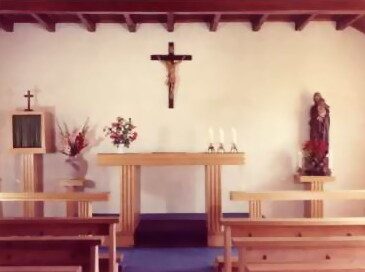
Innenansicht

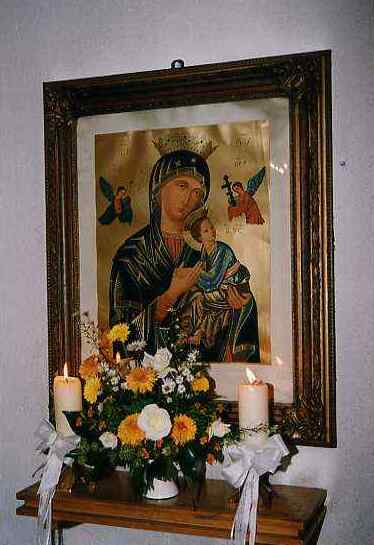
Muttergottesbild

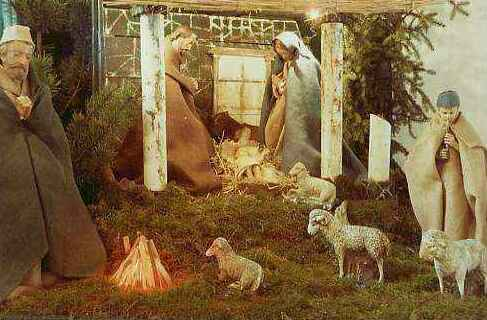
Weihnachtskrippe

Die St.-Hubertus-Kapelle in Grötzenberg ist ein historisches Kirchengebäude in Nümbrecht, einer Gemeinde im Oberbergischen Kreis in Nordrhein-Westfalen.
Die St.-Hubertus-Kapelle in Grötzenberg ist nach dem Zweiten Weltkrieg eingerichtet worden. Sie war fast vierhundert Jahre nach der Reformation die erste katholische Seelsorgestation in der Gemeinde Nümbrecht.
Das flache Gebäude an der Hammermühler Straße diente zuvor als Wohnung. Durch die Aussiedlung von Bombengeschädigten und den Zuzug von Heimatvertriebenen war im Homburger Bröltal eine kleine Diasporagemeinde entstanden. Die Gottesdienste wurden anfangs in der Gastwirtschaft in Grötzenberg und danach im Winterborner Sängerheim gefeiert. Als der Männergesangverein den Saal für sich benötigte, musste ein neuer Raum gesucht werden. Mit der Einrichtung der Kapelle in Grötzenberg wurde das Problem langfristig gelöst.
Die Kapelle ist sehr eng mit dem Namen des damaligen Kaplans Josef Weyler verbunden. Mit Zähigkeit und Ausdauer und mit seinem Charme hat er in einer sehr schwierigen Zeit die nötigen Handwerker, die ehrenamtlichen Helfer und die vielen Spender gewonnen. Vom damals sehr armen Erzbistum Köln kam gar nichts. Wenn es einmal gar nicht weiter ging, mussten seine Verwandten in Oberpleis mit Lebensmitteln aus ihrer Landwirtschaft helfen. So konnte die Kapelle, notdürftig eingerichtet, am 8. Dezember 1946 dem Hl. Hubertus geweiht werden. Der Patron entsprach den Wünschen des damaligen Dechanten Emmerich Wolter und des in Winterborn lebenden Hubert Blumberg. Dechant Wolter stammte aus der Eifel. Sein Vater hieß Hubert, die Familie hatte eine enge Beziehung zu der Abtei St. Hubertus in den Ardennen. Hubert Blumberg und seine Familie haben sich in der kleinen Gemeinde große Verdienste erworben.
Der Geist der Ökumene wehte damals in der Gemeinde Nümbrecht noch sehr schwach, da war eine Familie mit Diasporaerfahrung wertvoll. In der Kapelle waren neben dem Raum für den Gottesdienst noch zwei kleinere Räume, die als Sakristei und als Jugendraum dienten. Schon 1947 hat Kaplan Weyler (siehe Fotos) die erste katholische Jugendgruppe in der Gemeinde Nümbrecht gegründet. Sein Motorrad, mit dem er die ganzen Jahre übers Land gefahren ist, war für ihn das „achte Sakrament“.
Die Kapelle in Grötzenberg war rund dreißig Jahre Heimstätte für die kleine Gemeinde. Das änderte sich 1976 mit dem Bau der neuen Kirche Hl. Geist in Nümbrecht. Die Ausgesiedelten waren längst in ihre Städte zurückgekehrt und die meisten Gläubigen fuhren zur Sonntagsmesse in die attraktivere neue Kirche. So wurde in den letzten Jahren nur noch am ersten Freitag im Monat eine hl. Messe gefeiert. An den übrigen Freitagen gab es das „Grötzenberger Abendgebet“.
Eine besondere Bedeutung hatte die St.-Hubertus-Kapelle für die Jäger in der Pfarrei. Von dem verstorbenen Waidmann Paul Dick aus Waldbröl angeregt, feierten sie jedes Jahr zum Fest des hl. Hubertus in Grötzenberg ihre Patronatsmesse. Nach alter Tradition wurde dieser Gottesdienst von den Jagdhornbläsern des Hegerings Waldbröl mitgestaltet. Auf dem Eichenrahmen des von den Jägern gestifteten Hubertusbildes in der Kapelle sind jahrzehntelang die Namen der verstorbenen Jäger eingebrannt worden. Mit der Schließung der Kapelle im Dezember 2002 ging auch diese Tradition zu Ende.
Koordinaten: 50° 54′ 27″ N, 7° 35′ 34″ O